# Paulette Nardal
Paulette Nardal (Le François, 12 oktober 1896 – Fort-de-France, 16 februari 1985) was een Franse journalist en schrijver, afkomstig van Martinique, en was een van de mensen die aan de basis stond van het literaire bewustzijn onder de zwarte bevolking van Frankrijk. Ze was ook een van de personen die betrokken was bij de creatie van de Négritude.

## Biografie
Paulette Nardal werd geboren als de oudste van zeven dochters van Paul Nardal en Louise Achille. Haar vader was een ingenieur op Martinique en haar moeder was docent. Op het eiland rondde ze haar middelbare scholing af en vervolgens  werkte ze tijdens de Eerste Wereldoorlog als docent op een school. Na de oorlog reisde ze naar Parijs. In 1920 werd ze als allereerste zwarte student toegelaten aan de Sorbonne, waar ze Engels studeerde. Nardal schreef haar scriptie over Harriet Beecher Stowe en zelf was ze vanwege Stowes boek De hut van Oom Tom bekend geraakt met de intellectuele strijd van zwarte mensen in de Verenigde Staten.
Twee van haar zusters zouden ook de overstap naar Parijs maken en met zijn drieën richtten ze in 1929 een literaire salon op, Le Salon de Clamart. Hun salon was een ontmoetingsplek voor zwarte intellectuelen, die daar met elkaar konden netwerken. Tot de bezoekers behoorden Jean-Price Mars, René Maran, Marian Anderson en Marcus Garvey en de oprichters van de Négritude-beweging: Aimé Césaire, Léopold Senghor en Léon Gontran Damas. Daarmee lag de salon volgens historici aan de basis van deze beweging.
Naast haar salon richtte Nardal ook het tijdschrift La Revue du Monde Noir op, in 1930, met hulp van Léo Sajous. In totaal verschenen er slechts zes edities van deze periodiek. Het doel van het tijdschrift was om een stem te zijn voor zwarte intellectuelen en vrienden van zwarten; het bestuderen en bekendmaken van de culturele rijkdom van Afrika en zwarte beschavingen; en een morele en intellectuele band creëren tussen zwarte mensen over de hele wereld, zonder onderscheid.
Aan het begin van de Tweede Wereldoorlog raakte Nardal kreupel toen haar schip tijdens de reis van Martinique naar Frankrijk werd aangevallen door een Duits marineschip. Tijdens de oorlog was ze actief voor het Franse verzet tegen de bezetting. Na de oorlog werd ze verkozen als gedelegeerde voor de Verenigde Naties. Daar was ze actief in de commissie voor de Verdeling van niet-zelfbesturende gebieden. In 1948 keerde ze terug naar Martinique en gedurende de jaren 1950 en 1960 steunde Nardal de strijd van Martin Luther King voor burgerrechten. Ze overleed op 88-jarige leeftijd op Martinique.

## Erkenning
Ter ere van Nardal's 125ste geboortedag vereerde Google haar met een doodle. Bij de openingsceremonie van de Olympische Zomerspelen 2024 in Parijs was Nardal een van de tien heldinnen van de Franse geschiedenis.